# Batalla de Prats de Rei
La batalla de Prats de Rei fou un dels episodis de la Guerra de Successió, que va tenir lloc al municipi anoienc d'Els Prats de Rei, entre setembre i el desembre de 1711.

## Antecedents

### El problema successori
Preveient la mort de Carles II de Castella sense descendència, les principals potències europees van proposar un príncep elector de Baviera, amb el consegüent repartiment de possessions entre aquestes potències. Però aquest mor, i Carles II en el darrer testament abans de morir proposa Felip d'Anjou. Felip entra a Barcelona el 2 d'octubre i les Corts finalment es taquen el 14 de gener de 1702 amb el jurament de les constitucions catalanes pel Rei. Els aliats proposen l'Arxiduc Carles i comencen les hostilitats.

### Aixecament i ofensiva austriacista
Els austriacistes guanyaren terreny al principi, i el pretendent austríac entrà a la capital catalana el 9 d'octubre de 1705 enmig de la joiosa rebuda de la població catalana que el proclamà el seu rei Carles III. Catalunya queda definitivament en mans austríaques després del fallit setge de Barcelona de 1706. A la península, la guerra continuà entre atacs i contraatacs dels dos bàndols.

### La batalla d'Almansa i la recuperació borbònica
Carles ocupà Madrid el 1707, però Felip la recuperà, i en la retirada, a la batalla d'Almansa (25 d'abril del 1707), les tropes filipistes van vèncer les de l'Arxiduc i això precipità el signe de la guerra. El regne d'Aragó i el Regne de València van ser annexionats a Espanya.

### La contraofensiva austriacista
L'estiu de 1710, l'exèrcit aliat, reorganitzat, reprèn les accions ofensives i venç als borbònics a la batalla d'Almenar i la batalla de Monte de Torrero, recuperant l'Aragó, i l'Arxiduc torna a entrar a Madrid el 21 de setembre, però la impossibilitat de mantenir-la els fa prendre la decisió de retirar-se a les bases de d'Aragó.

### La impossibilitat de dominar Castella i el replegament austriacista
Durant el replegament, les tropes britàniques foren rodejades i es rendiren a Brihuega. La resta de l'exèrcit austriacista aconseguí derrotar les tropes borbòniques a la batalla de Villaviciosa de Tajuña, però amb un cost molt elevat. Arribats a l'Aragó, Guido Starhemberg prengué la decisió de continuar el replegament fins a l'interior de Catalunya, car Lleida continuava sota control borbònic des de 1707 i mantenir-se a l'Aragó suposava deixar la rereguarda descoberta.

### La incapacitat borbònica per sotmetre Catalunya
La desastrosa situació militar de Catalunya no podia fer altra cosa que millorar. Les tropes de Guido Starhemberg es van reagrupant i arriben als 20.000 efectius. El front es va estabilitzant i es recuperen part de l'Urgell, la Segarra i l'Anoia.

## Batalla
Els borbònics prengueren com a objectiu la presa del castell de Cardona, que queda assetjat per Lluís Josep de Borbó-Vendôme, i les operacions van guanyant d'intensitat fins a l'enfrontament de Prats de Rei, on els aliats, amb l'ajuda dels voluntaris aguanten les posicions i els borbònics, amb moltes baixes, hagueren de retirar-se.

## Conseqüències
L'exèrcit de Lluís Josep de Borbó-Vendôme es veié obligat a recular fins al castell de Cardona, que aguantà el setge, defensat pel governador Manuel Desvalls i de Vergós, auxiliat des de l'exterior per Antoni Desvalls i de Vergós mentre Starhemberg intentà sense èxit recuperar Tortosa.